# 北農ビル
北農ビル（ほくのうビル）は、北海道札幌市中央区北4条西1丁目にある高層オフィスビル。地下街で地下鉄さっぽろ駅にも通じ、JA共済ビル・ホクレンビルが隣接する。1999年から設計が開始された建物は、2001年9月に竣工した。

## 概要
北農ビルは老朽化していた北農会館の代替および札幌駅南口の再開発事業の一つとして、日建設計等により1999年2月から設計期間に入り、同年11月より工事が着工、2001年9月に建物が完成した。磁器質タイル貼の褐色の外壁で覆われた建物は「農業は水と光と土である」という基本コンセプトのもとに設計され、北海道の農業を表したデザインとなっている。また、街区域全体の景観を形作るため、JAグループの所有していた公開空地を連続させて建設を行ったことなどから「平成13年照明普及賞北海道支部長表彰」を受賞している。
建物には主に農協関係組織の北海道本部が入居している。地下駐車場は「JAパーキング」の名称である。地下階には旬の野菜や北海道の特産品を販売する店舗「ホクレングリーンショップ」が営業している。また、居酒屋等の飲食店も入っている。
貸会議室では、NOSAI北海道（北海道農業共済組合）の各種専門研修や、北海道経済産業局が主催する研修事業「新エネルギー人材育成研修会」の「バイオ燃料コース」等が開催され、主に農業や資源に関連した研修を行っている。
ビルの建設により創成川以東の一部地区が電波障害地区となり、開拓使通り周辺の一部ビル・住居に対して管理会社がケーブルテレビを提供している。
JAグループの建物のため、時季によってはエントランス前に農政関係のスローガン（主張）を載せた横断幕を掲げていることがある。（2011年1月より「TPP反対」を内容としたものが掲げられている）
2009年に東京大手町のJAビル（新JAビル、37階建て）が竣工するまではJAグループ関係で最も高いビルであった。なお、斜向かいに所在する「札幌全日空ホテル」として使われている「新共済ビル」は全国共済農業協同組合連合会（JA共済）北海道本部が所有している。

### 建物
ビルの建築面積は1931.67平方メートルで、延べ床面積は32572.25平方メートルである。S構造・SRC構造で建設された建物は、地下2階・地上20階・塔屋が1階という構造で、屋上まで93メートル、ビルの最高部は94メートルの高さを誇る。エネルギー負荷の抑制や省エネルギーを意識して建設されており、特に高断熱サッシやLow-Eガラスという負荷を抑えた外部建具が使用されているのが特徴である。そのほか、サッシには自然換気装置や夜間冷却の機能を持つ「ナイトパージ」と呼ばれるシステム、自然通風の構造等を取り入れており、これらは寒冷地である札幌市の気候を活用したものであるという。
地下階は出口23番でさっぽろ駅コンコースへとつながっており、ここから札幌市営地下鉄東豊線など直接乗車することができる。この連絡通路はJAギャラリーとして各種展示が行えるスペースとなっており、主に農産物のPRに利用されている。また地下飲食街「グルメストリート」（中古カメラ店等もあり）も形成されており、同地下飲食街と連結している「パールタウン名店街」（ホクレンビルB1F）共々、一般人にとっても穴場的立ち寄りスポットになっている。
ビル最高部は、雨を受ける器とそこから溢れ出た水が大地へと弾む様子を描いたデザインになっており、ガラスのピラミッドをモチーフに「滝と清流」をテーマとしている。建物内のエレベーターホールは自然光による採光を取り入れており、木材を基調としたインテリアで自然の温かさを前面に打ち出している。

## 本拠・本社を置く法人
- 北海道農業協同組合中央会（JA北海道中央会）本部
- 北海道信用農業協同組合連合会（JA北海道信連またはJAバンク北海道）本所
- 全国共済農業協同組合連合会（JA共済連）北海道本部
- 北海道厚生農業協同組合連合会（JA北海道厚生連）本部
- よつ葉乳業本社（登記上の本店は音更町）
- 北海道農業共済組合（NOSAI北海道）本所・みなみ統括センター・道央統括センター